# NGC 6058
NGC 6058 (другое обозначение — PK 64+48.1) — планетарная туманность в созвездии Геркулес.
Этот объект входит в число перечисленных в оригинальной редакции «Нового общего каталога».